# Витя (лунный кратер)
Кратер Витя (лат. Vitya) — крохотный ударный кратер в западной части Моря Дождей на видимой стороне Луны, в месте посадки космического аппарата Луна-17 с Луноходом-1. Название дано по уменьшительной форме русского мужского имени в честь штурмана второго расчёта телеоператорного управления Луноходами Викентия Григорьевича Самаль и утверждено Международным астрономическим союзом в 2012 г. В связи с небольшим размером кратера по правилам МАС для него было выбрано личное имя, в отличие от наименований больших кратеров, называемых в честь конкретных учёных.

## Описание кратера

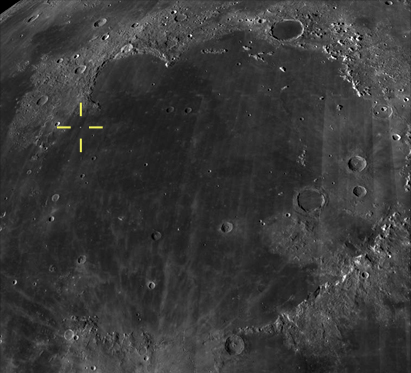
Месторасположение кратера на снимке Моря Дождей

Кратер находится в крайней южной точке маршрута Лунохода-1. Кроме этого кратера на маршруте Лунохода-1 собственные имена получили кратеры Николя, Слава, Игорь, Костя, Вася, Гена, Боря, Валера, Коля, Леонид и Альберт. Селенографические координаты центра кратера 38°18′ с. ш. 35°00′ з. д. / 38,3° с. ш. 35° з. д., диаметр 0,2 км.
Кратер имеет чашеобразную форму и испещрен множеством ещё более крохотных кратеров.

## Сателлитные кратеры
Отсутствуют